# Polia virescens
Polia virescens là một loài bướm đêm trong họ Noctuidae.